# Rafael Blanco Estera
Rafael Blanco Estera (La Habana, 1 de diciembre de 1885-La Habana, 4 de agosto de 1955) fue un ajedrecista, artista y caricaturista cubano.

## Biografía
Nacido el 1 de diciembre de 1885 en La Habana,[cita requerida] cursó estudios en la Academia Nacional de Bellas Artes San Alejandro de La Habana, entre 1902 y 1905. Falleció el 4 de agosto de 1955 en su ciudad natal.[cita requerida]

## Exposiciones personales
Entre sus exposiciones personales se encuentran:
- En 1912 la presentada en el Ateneo y Círculo de La Habana.
- En 1932 presentó la muestra "Colección Satírica" Lyceum de La Habana.
- En 1956 se exhibió "Exposición Póstuma de Rafael Blanco" Asociación de Reporteros de La Habana.
- En 1980 "Rafael Blanco y sus gouaches" Museo Nacional de Bellas Artes de La Habana.
- En 1985 se expuso "Rafael Blanco. Homenaje en el centenario de su nacimiento" Museo Nacional de Bellas Artes de La Habana.

## Exposiciones colectivas
- En 1916 se presentó en la exposición colectiva, Salón Nacional de Bellas Artes. Pintura, Escultura y Arquitectura. Academia de Ciencias de Cuba.
- En 1921 en el Primer Salón de Humoristas de La Habana.
- En 1954 participa en la Segunda Bienal Hispanoamericana de Arte. Museo Nacional de Bellas Artes, La Habana.

## Premios
- En 1917 obtuvo el Primer, Segundo, Tercero y Cuarto Premio de la Revista La Ilustración de La Habana.
- En 1930 logró la Medalla de Oro de la Exposición Iberoamericana de Sevilla, ESPAÑA.
- En 1942 alcanza la Medalla de Bronce en el XXIV Salón de Bellas Artes, Círculo de Bellas Artes, La Habana.
- En 1952 alcanza el Segundo Premio en Caricatura Personal del XVIII Salón de Humoristas, La Rampa, La Habana.

## Obras en colección
Su obra se encuentra en la colección del Museo Nacional de Bellas Artes, de La Habana.

## Palmarés como ajedrecista
Fue tres veces ganador del Campeonato de Cuba de ajedrez absoluto en 1914, 1920 y 1937, en aquel entonces llamada Copa Dewar en el Club de ajedrez de La Habana, el único que la obtuvo en propiedad al ganarla en tres ocasiones.
Integró el equipo cubano encabezado por José Raúl Capablanca que participó de la Olimpiada de ajedrez de Buenos Aires de 1939.